# Pic de Crabounouse
Le pic de Crabounouse, appelé Pale de Crabounouse sur certaines cartes, est un sommet des Pyrénées françaises.

## Toponymie
En occitan, crabounousa fait référence aux chèvres et désigne tout un territoire d'altitude important domaine des isards.

## Géographie
Situé dans le département des Hautes-Pyrénées, près de Saint-Lary-Soulan et de Barèges dans le parc national des Pyrénées.

### Topographie
C'est un sommet secondaire de l'arête ouest du pic Long.

## Histoire
Le 13 août 1890, Henri Brulle, Célestin Passet et François Bernat-Salles réalisent la première ascension connue du pic de Crabounouse.

## Voies d'accès
Le sommet est accessible par le lac Tourrat ou plus difficilement par celui de Crabounouse.